# Der Adler ist gelandet (Roman)
Der Adler ist gelandet (englischer Originaltitel: The Eagle Has Landed) ist ein Roman des britischen Autors Jack Higgins aus dem Jahr 1975. Das Buch, welches Jack Higgins Durchbruch als Autor bewirkte, wurde 1976 von John Sturges verfilmt. Im Jahr 1991 erschien das Buch Der Adler ist entkommen als Fortsetzung.

## Der Adler ist gelandet

### Inhalt

#### Vorgeschichte
Jack Higgins findet auf dem Friedhof des (fiktiven) Ortes Studley Constable in Ostengland ein Grab, auf dem in deutscher Sprache an einen Oberstleutnant Kurt Steiner erinnert wird, der am 6. November 1943 mit dreizehn deutschen Fallschirmspringern den Tod gefunden hatte. Higgins ist über die Inschrift verwundert, weil sie ihm historisch nicht korrekt zu sein scheint. Er fragt im Dorf herum, stößt jedoch nur auf Ablehnung. Nach über einem Jahr Forschung gelingt es ihm dann, die Vorfälle zu verstehen, die er in seinem Roman zusammenfasst.

#### Handlung
Nachdem deutsche Fallschirmjäger Benito Mussolini im Rahmen des Unternehmens Eiche aus der Gefangenschaft befreit haben, hat Adolf Hitler die Idee, Winston Churchill zu entführen, um ein Druckmittel gegen die Engländer zu haben. Er beauftragt Admiral Canaris, den Chef der deutschen Abwehr, damit, die Durchführbarkeit eines solchen Unternehmens zu prüfen und einen entsprechenden Plan ausarbeiten zu lassen.
Canaris beauftragt Oberst Radl mit der Ausarbeitung des Plans, hofft aber, dass Hitler die ganze Sache wieder vergisst, befürchtet allerdings, dass Heinrich Himmler sich für die Durchführung des Unternehmens einsetzen wird. Im Gegensatz zu Canaris ist Radl der Meinung, dass das Unternehmen durchführbar ist. Er nimmt bereits Kontakt mit Verbindungsleuten im englischen Küstenort Studley Constable auf, wo Churchill sich demnächst ein Manöver ansehen will, und überschreitet damit seine Kompetenzen. Er hat auch bereits zwei Leute, die für das Unternehmen in Frage kommen. Der eine ist der Oberst Kurt Steiner, Kommandeur eines Fallschirmjägerregiments, der samt seinen Männern in einer Strafeinheit landet, nachdem er einer Jüdin zur Flucht verhilft. Der andere ist der irische Freiheitskämpfer Liam Devlin, der zur Zeit Vorträge an einer Berliner Universität hält.
Himmler ist begeistert, mit welchen Engagement Radl Operation Adler vorbereitet und überreicht ihm eine von Hitler persönlich unterschriebene Vollmacht, durch die Radl nun in der Sache freien Handlungsspielraum hat. Steiner und seine Männer werden als polnische Fallschirmjäger getarnt an der englischen Küste abgesetzt. Unter ihrer Tarnung tragen sie ihre deutschen Uniformen, was ihnen sehr bald zum Verhängnis wird: Bei einem getarnten Manöver rettet ein Soldat aus Steiners Einheit ein Kind, das in einen Bach fällt und droht, in ein Mühlenrad zu kommen. Dabei reißt die Uniform auf und die darunter befindliche Wehrmachtsuniform wird sichtbar. Der Pfarrer, der auch dem Manöver zusieht, ist schockiert von dem Vorfall. Steiner lässt sofort alle Zuschauer in die Kirche bringen und hält sie dort gefangen. Eine junge Frau, die mit einem amerikanischen Soldaten liiert ist, begibt sich durch eine geheime Hintertür zu ihrem Auto und informiert eine Freundin, die, wie sich allerdings herausstellt, eine Kollaborateurin ist und versucht, sie zu töten. Es misslingt, denn sie schießt sie nur an. Mit letzter Kraft erreicht die junge Frau in ihrem Auto einen amerikanischen Stützpunkt.
Eine US-amerikanische Einheit, die in der Nähe von Studley Constable stationiert ist, versucht das Unternehmen zu vereiteln und umstellt die Kirche, in der Steiner sich mit seinen Männern verschanzt hat. Nachdem in der Kirche so gut wie alle Deutschen getötet worden waren, versucht Steiner alleine, an Churchill heranzukommen. Im letzten Augenblick, da sich die beiden Männer schließlich gegenüberstehen, zögert er allerdings und wird von den Leibwächtern des Premierministers erschossen. Später stellt sich heraus, dass der Mann, dem er gegenüberstand nicht Winston Churchill, sondern ein Schauspieler war. Der echte Churchill befindet sich zu diesem Zeitpunkt, laut geschichtlichen Aufzeichnungen, auf einer Reise nach Teheran. Liam Devlin und Leutnant Neumann können sich mit Hilfe eines Schnellbootes in Sicherheit bringen.

### Bemerkungen
- Im Buch selbst wird es zwar nicht direkt bestätigt, jedoch kann der Leser erahnen, dass Himmler Hitlers Unterschrift gefälscht hat. In der Verfilmung und dem Nachfolgeroman wird dieser Verdacht bestätigt.
- 1976 wurde das Buch von Regisseur John Sturges verfilmt.

### Hintergrund
- Ob es die Operation Adler wirklich gegeben hat, ist nicht bekannt, jedoch schreibt Higgins im Vorwort seines Romans, dass 50 Prozent davon gesicherte historische Tatsache sei und der Leser selber entscheiden möge, was wahr sei und was nicht. Auch schreibt er den ersten und den letzten Teil der Geschichte in der Ich-Person und erzählt von seinen Recherchen, die zu diesem Buch geführt haben sollen.
- Die Teheran-Konferenz fand vom 28. November bis zum 1. Dezember 1943 statt. Die Operation Adler im Buch endete jedoch laut der Grabinschrift am 6. November 1943.
- Die Worte The Eagle Has Landed fielen, fünf Jahre bevor der Roman erschien, als das US-Mondlandefahrzeug (Eagle) im Juli 1969 den Mond erreicht hatte.

## Der Adler ist entkommen
Die Fortsetzung des Buches erschien 1991 unter dem Titel Der Adler ist entkommen (Originaltitel: The Eagle Has Flown). Im Prolog und im Epilog des Romanes lässt sich Jack Higgins selbst als Figur im Roman vorkommen.

### Inhalt

#### Vorgeschichte
Jack Higgins bekommt 1975 während eines Aufenthalts in London Besuch von einer amerikanischen Historikerin, die ihm Akten zeigt, die dafür sprechen, dass Kurt Steiner noch am Leben ist. Higgins behält die kopierten Unterlagen, die die junge Frau durch Zufall in einem Archiv gefunden hatte und will sie ihr am nächsten Morgen zurückgeben. Jedoch klingelt ein Polizist an der Tür, der ihn bittet, eine Leiche zu identifizieren, das Opfer eines Verkehrsunfalls. Higgins begleitet den Polizisten und stellt fest, dass die Tote seine Besucherin ist. Nachdem er von dem Polizisten wieder entlassen wird, stellt er, zuhause angekommen, fest, dass die Unterlagen aus seiner Wohnung entwendet wurden. Um sich Klarheit darüber zu verschaffen, was wirklich nach dem Fehlschlag der Operation Adler stattfand, reist Higgins nach Irland, wo er Liam Devlin aufsucht und sich von ihm die Geschichte erzählen lässt.

#### Handlung
Die Operation Adler ist gescheitert, aber es wird bekannt, dass Kurt Steiner, der den Einsatz leitete, doch nicht gestorben ist, sondern im Tower of London als Gefangener festgehalten wird.
Da es sich bei Steiner um einen Kriegshelden handelt, will Reichsführer SS Heinrich Himmler ihn befreien, um ihn bei einem Treffen mit Goebbels und Canaris Hitler vorzustellen, der noch nicht über den Fehlschlag der Operation informiert ist.
Himmler schafft es, den Iren Liam Devlin für eine zweite Operation zu gewinnen, die Steiner befreien soll. Mit Hilfe eines alten Kollegen aus der IRA, Michael Ryan, gelingt es ihm, als Pfarrer verkleidet Steiner zu befreien und nach Deutschland zu bringen.
Walter Schellenberg, der als Operator der Mission fungiert, kommt einer Verschwörung auf die Spur: Himmler hat erkannt, dass das Deutsche Reich den Krieg nicht gewinnen kann, weil Hitler zu viele Fehlentscheidungen getroffen hat und beschließt daher, bei dem Treffen mittels der SS einen Putsch durchzuführen. Die SS würde dann die Kontrolle übernehmen und den Krieg nach ihrem Willen weiterführen.
Steiner, Devlin und einer Gruppe Soldaten gelingt es jedoch in letzter Minute, die Pläne zu vereiteln und Hitler zu retten.
Nachdem sie von Hitler persönlich mit Orden belohnt wurden, setzen sich Steiner, Devlin und der Pilot Vaughan nach Irland ab.
Die gesamte Operation wird – aus verständlichen Gründen – auch nach dem Krieg von beiden Seiten streng geheim gehalten.

### Personen

#### Fiktive Figuren
- Liam Devlin
- Kurt Steiner: War Anführer bei der Operation Adler, die Winston Churchill entführen sollte. Wurde bei dem Versuch, Churchill zu töten, angeschossen und inhaftiert.
- Maxwell Shaw: Ein Brite, der immer noch an eine deutsche Invasion in Großbritannien glaubt beziehungsweise darauf hofft.
- Michael Ryan: Devlins alter Freund von der IRA.
- Mary Ryan: Michael Ryans Nichte.
- Horst Berger: Sturmbannführer der Gestapo. Sollte zuerst Liam Devlin in Spanien finden, später dann für Himmler den Putsch starten.
- Asa Vaughan: Finnischer Pilot, der in Diensten der deutschen Luftwaffe steht.
- Dougal Munro
- Jack Carter
- Rivera
- Baron Oswald von Hoyningen-Heune: Minister der deutschen Gesandtschaft in Lissabon.

#### Tatsächlich existierende Personen
- Wilhelm Canaris
- Heinrich Himmler
- Adolf Hitler
- Erwin Rommel
- Joseph Goebbels
- Walter Schellenberg
- Winston Churchill

### Hintergrund
- Higgins verfasste diese Fortsetzung aufgrund der vielen tausend Briefe von Fans, die ihn fragten, ob er nicht eine Fortsetzung schreiben wolle.
- Die Idee zu Steiners Gefängnisaufenthalt im Tower of London kam Jack Higgins während eines Besuches in London. Im selben Gebäude wurde zeitweise auch Hitlers Stellvertreter Rudolf Heß gefangengehalten.